# Trama (label)
Trama est un label discographique indépendant brésilien. Fondé en 1998, Trama devient inactif avant de reprendre ses activités en 2024.

## Histoire
Le label est fondé en 1998 par Joao Marcelo Bôscoli et André Szajman,. Au fil de son existence, le label révèle plusieurs groupes et artistes brésiliens majeurs, dont Otto, Max de Castro (pt), Luciana Mello, Fernanda Porto, Rappin Hood, O Teatro Mágico ou bien encore Cansei de Ser Sexy. Le label met son site web hors ligne et cesse ses activités. Les locaux commerciaux se trouvent toujours à la même adresse, mais le label n'existe plus, bien que ses dirigeants n'aient pas reconnu sa disparition. 
En 2024, Trama reprend ses activités avec une nouvelle phase (la « phase III »), marquée par la sortie de la reprise inédite de Para Lennon e McCartney d'Elis Regina. Le label se consacre désormais à trois fronts principaux : lancer de nouveaux artistes, revitaliser et remasteriser son catalogue, et numériser et restaurer sa collection.

## Distinctions
| Année | Prix         | Catégorie          | Réf.  |
| ----- | ------------ | ------------------ | ----- |
| 2000  | Prêmio Hutúz | Label ou disquaire | [ 4 ] |
| 2001  | Prêmio Hutúz | Label ou disquaire | [ 5 ] |